# Rolfstind
Rolfstind är en bergstopp i Antarktis. Den ligger i Östantarktis. Norge gör anspråk på området. Toppen på Rolfstind är 1 925 meter över havet, eller 655 meter över den omgivande terrängen. Bredden vid basen är 6,8 km.
Terrängen runt Rolfstind är kuperad österut, men västerut är den platt. Trakten är obefolkad. Det finns inga samhällen i närheten. 